# Sawantwadi (stato)
Lo Stato di Sawantwadi (talvolta indicato come Stato di Savantvadi) fu uno stato principesco del subcontinente indiano, avente per capitale la città di Sawantwadi.

## Storia
Lo stato di Sawantwadi venne fondato nel 1627, divenendo in seguito vassallo del Sultanato di Bijapur. Disponeva di alcune alture fortificate come Manohar e Mansantosh.
Il 7 aprile 1765 lo stato di Savantvadi divenne un protettorato britannico.
Sawantwadi entrò a far parte del Dominion of India il 15 agosto 1947, divenendo parte dello stato di Bombay nel 1948.

## Governanti
I regnanti locali erano indù ed appartenevano al clan Sawant della dinastia Bhonsale. Utilizzarono il titolo di raja bahadur dal 1785 in poi, titolo ereditario concesso alla famiglia da Shah Alam II.

### Raja Sar Desai
- 1675 – febbraio 1709 Khem Savant II Bhonsale              (n. 16.. – m. 1709)
- febbraio 1709 –  2 gennaio 1738 Phond Savant II Bhonsale             (n. 1667 – m. 1738)
- 2 gennaio 1738 – 1755 Ramachandra Savant I Bhonsale        (n. 1712 – m. 1755)
- 2 gennaio 1738 – 1753 Jayram Sawant Bhonsale – reggente (m. 1753)
- 1755 – 1763 Khem Savant III Bhonsale             (n. 1749 – m. 1803)
- 1755 – 1763 Soubhagyavati Janaki Bai Bhonsale (f) – reggente

### Raja Bahadur
- 1763 –  6 ottobre 1803 Khem Savant III                      (s.a.)
- 6 ottobre 1803 – 1805 Rani Lakshmi Bai (f) – reggente (n. 17.. – m. 1807)
- 1805 – 1807 Ramachandra Savant II "Bhav Sahib"   (n. 17.. – m. 1809)
- 1807 – 1808 Phond Savant II                      (m. 1808)
- 1808 –  3 ottobre 1812 Phond Savant III                     (n. 17.. – m. 1812)
- 1807 – 1808 Rani Durga Bai (f) – reggente (m. 1819) (1ª volta)
- 3 ottobre 1812 – 1867 Khem Savant IV "Bapu Sahib"          (n. 1804 – m. 1867)
- 3 ottobre 1812 – 28 dicembre 1818 Rani Durga Bai (f) – reggente (s.a.) (2ª volta)
- 28 dicembre 1818 – 11 febbraio 1823 reggenti 
  - – Rani Savitri Bai Raje (f)
  - – Rani Nurmuda Bai (f)                (n. 1783 – m. 1849)
- 1867 –  7 marzo 1869 Phond Savant IV "Bapu Sahib"         (n. 1828 – m. 1869)
- 7 marzo 1869 – dicembre 1899 Raghunath Savant "Baha Sabib"        (n. 1862 – m. 1899) 
  - 7 marzo 1869 – c.1880       .... -reggente
- dicembre 1899 – 23 aprile 1913 Ram Savant "Aba Sahib"               (n. 1871 – m. 1913) 
  - dicembre 1899 – 17 giugno 1900     .... -reggente
- 24 aprile 1913 –  4 luglio 1937 Khem Savant V "Bapu Sahib"           (n. 1897 – m. 1937) (dal 4 giugno 1934, Sir Khem Savant V)
- (il primogenito di Khem Savant si portò in Inghilterra e perdette i suoi diritti al trono)
- 24 aprile 1913 – 29 ottobre 1924 Rani Gajara Bai Raje (f) – reggente (n. 1887 – m. 19..)
- 4 luglio 1937 – 15 agosto 1947 Shivramraje SavantBhosale                  (n. 1927 – m. 1995)
- 4 luglio 1937 – 12 maggio 1947 Rani Parvati Bai Raje (f) – reggente   (n. 1907 – m. 1961)